# Przywileje szlacheckie (Polska)
Przywileje szlacheckie – prawa nadawane szlachcie przez władców Polski pomiędzy XIII a XVI wiekiem.
Do najważniejszych przywilejów szlacheckich wydanych w Polsce można zaliczyć:
| Data                                              | Miejsce                            | Wystawiający               | Postanowienia |
| ------------------------------------------------- | ---------------------------------- | -------------------------- | --- |
| 5 maja 1228                                       | Cienia                             | Władysław III Laskonogi    | Przywilej z Cieni dla Małopolski: potwierdzenie rozbicia feudalnego; pierwszy znany przywilej ziemski dla rycerstwa polskiego – zachowanie praw słusznych i godnych podług rady biskupów i baronów... wykluczając uciski i nienależne podatki.                                                                    |
| 1 września 1291                                   | Lutomyśl                           | Wacław II                  | Przywilej lutomyski dla Małopolski: urzędy dla miejscowych; żołd dla rycerzy; nienakładanie nowych podatków. |
| 1355                                              | Buda                               | Ludwik Węgierski           | Przywilej budziński – za uznanie za dziedzica tronu: zniesienie stacji; wynagrodzenie za wyprawy zagraniczne. |
| 17 września 1374 (1381 dla duchownych)            | Koszyce                            | Ludwik Węgierski           | Przywilej koszycki – wzrost pozycji szlachty; decydujący głos szlachty; ustalał maksymalny podatek 2 grosze za łan; król zobowiązał się wykupić szlachtę z niewoli; ustalono, że urząd nie będzie obsadzany obcokrajowcami. W zamian za to jedna z jego córek miała zasiąść na polskim tronie.                    |
| 1387                                              | Wilno                              | Władysław II Jagiełło      | Dla katolickich bojarów Litwy: gwarancja dziedzicznego posiadania ziemi; zwolnienie z osobistych świadczeń na rzecz władcy. |
| 1388                                              | Piotrków                           | Władysław II Jagiełło      | Przywilej piotrkowski-Potwierdzenie poprzednich; 3 grzywny za kopię w wyprawie zagranicznej. |
| 23 lipca 1422                                     | Czerwińsk                          | Władysław II Jagiełło      | Przywilej czerwiński – za udział w wojnie z Krzyżakami: nietykalność majątkowa bez wyroku sądowego; król nie może bić monety bez zgody rady królewskiej; sądy sądzą według prawa pisanego; nikt nie będzie równocześnie starostą i sędzią ziemskim (oddzielenie władzy wykonawczej od sądowniczej).               |
| 28 października 1423                              | Warta                              | Władysław II Jagiełło      | Statut warcki – za tron dla potomków: szlachta mogła usuwać „krnąbrnych i nieużytecznych” sołtysów; ograniczenie wychodźstwa chłopów z ziemi; taksy wojewodzińskie – ceny produktów rzemieślniczych ustalane przez wojewodę.                                                                                      |
| 4 marca 1430 i 9 stycznia 1433 (25 kwietnia 1425) | Jedlnia i Kraków (Brześć Kujawski) | Władysław II Jagiełło      | Przywilej jedlneńsko-krakowski – miał na celu przedłużenie panowania dynastii Jagiellonów w Polsce: nietykalność osobista bez wyroku (neminem captivabimus nisi iure victum); prawa polskie na ziemie ruskie; tylko szlachcic mógł zostać dostojnikiem kościelnym; (pierwotnie król odrzuca przywilej brzeski).   |
| 1454                                              | Cerekwica                          | Kazimierz IV Jagiellończyk | Przywilej cerekwicki. Za udział szlachty w wojnie trzynastoletniej dla Wielkopolski: niezwoływanie pospolitego ruszenia, nie nakładanie nowych podatków i nowych praw bez zgody sejmików; zaostrzenie kar za ucieczkę ze wsi; usankcjonowanie pragmatyki stanowych sądów ziemskich; anulowany.                    |
| 1454                                              | Nieszawa                           | Kazimierz IV Jagiellończyk | Łącznie z poprzednim to przywileje cerekwicko-nieszawskie – za udział szlachty w wojnie trzynastoletniej, dla Wielkopolski (12 listopada) i Małopolski (11–12 listopada): niezwoływanie pospolitego ruszenia, nienakładanie nowych podatków i nowych praw bez zgody sejmików; zaostrzenie kar za ucieczkę ze wsi. |
| 1456                                              | Korczyn                            | Kazimierz IV Jagiellończyk | Możni danej ziemi mają głos w sprawie losów tej ziemi. |
| 27 lutego 1493                                    | Piotrków                           | Jan I Olbracht             | Zaostrzenie kar wobec przestępców; zakaz ingerencji kościelnej w sądy świeckie; dwuizbowy sejm; chłop mógł opuścić wieś dopiero po uregulowaniu wszystkich powinności względem pana; potwierdzenie wcześniejszych przywilejów.                                                                                    |
| 26 maja 1496                                      | Piotrków                           | Jan I Olbracht             | Przywilej piotrkowski z 1496 – za udział szlachty w wyprawie na Mołdawię: brak ceł na towary dla siebie lub w swoich dobrach wytworzone; tylko jeden chłop mógł opuścić wieś w ciągu roku; zakaz kupowania ziemi przez mieszczan; taksy wojewodzińskie na towary miejskie.                                        |
| 25 października 1501                              | Mielnik                            | Aleksander Jagiellończyk   | Przywilej mielnicki – cała władza w ręce senatorów, król jedynie przewodniczącym senatu; niewykonanie poleceń senatu przez króla zwalniało z wierności względem jego osoby. |
| 1504                                              | Piotrków                           | Aleksander Jagiellończyk   | Kontrola senatu i sejmu nad nadawaniem dóbr koronnych; określenie organizacji i kompetencji najwyższych urzędów koronnych i dworskich, tzw. ministeriów (marszałków, podskarbich i kanclerzy); zakaz łączenia w jednym ręku dwóch (lub więcej) urzędów.                                                           |
| 1505                                              | Radom                              | Aleksander Jagiellończyk   | Konstytucja nihil novi (nic nowego) – nowe prawa tylko za zgodą senatu i izby poselskiej; anulowanie przywileju z 1501; gwarancja wolnego wyboru urzędników sądowych; niepociąganie spraw świeckich pod trybunały duchowne; zakaz stanowienia ceł prywatnych.                                                     |
| 1518                                              | Toruń                              | Zygmunt I Stary            | Król zrzekł się sądzenia sporów między panami świeckimi i duchownymi a ich poddanymi. |
| 1520                                              | Bydgoszcz                          | Zygmunt I Stary            | Wobec wojny z zakonem: pańszczyzna min. jeden dzień w tygodniu; swoboda żeglugi na Wiśle; ograniczenie praw sądów miejskich gdy sprawcą był szlachcic. |
| 1538                                              |                                    | Zygmunt I Stary            | Zakaz usuwania szlachty z urzędów przez króla. |